# Морски езици (род)
Морските езици (Pegusa) са род актиноптери от семейство Морски езици (Soleidae).
Таксонът е описан за пръв път от Алберт Гюнтер през 1862 година.

## Видове
- Pegusa cadenati
- Pegusa impar
- Pegusa lascaris – Морски език
- Pegusa nasuta
- Pegusa triophthalma